# 辻村
辻村（つじむら）は、香川県三豊郡にあった村。現在の三豊市山本町辻。

## 歴史
- 1890年（明治23年）2月15日 - 町村制施行に伴い、豊田郡辻村が発足。
- 1899年（明治32年）4月1日 - 豊田郡が三野郡と合併し、三豊郡となる。
- 1955年（昭和30年）4月1日 - 河内村、財田大野村、神田村との新設合併により山本村が発足し、辻村は廃止。